# 768

## Úmrtí
- Pipin III. zvaný Krátký – první franský král z dynastie Karlovců

## Hlava státu
- Papež – Štěpán III. (767–772)
- Byzantská říše – Konstantin V. Kopronymos (741–775)
- Franská říše – Pipin III. Krátký (751–768) » Karel I. Veliký (768–814) a Karloman I. (768–771)
- Anglie
  - Wessex – Cynewulf z Wessexu
  - Essex – Sigeric
  - Mercie – Offa (757–796)
- První bulharská říše – Pagan – Telerig